# 노르테 치코 문명
노르테 치코 문명(Norte Chico, 또는 카랄/카랄-수페 문명)은 페루 북중부 해안 노르테 치코 지방에 있던 30여개 도시로 이루어진 콜롬부스 이전 고대 문명이다. 아메리카에서 가장 오래된 문명으로 알려져 있으며, 세계사에서 각자 고대 문명을 일으킨 곳 가운데 하나이다. 노르테 치코 문명은 기원전 30세기에서 18세기 사이에 번성했다. 다른 이름인 '카랄-수페'(Caral-Supe)는 노르테 치코 문명 유적지 가운데 대규모로 연구가 잘 이루어진 카랄 협곡에 있는 거룩한 도시 카랄에서 비롯된 이름이다. 다른 문명과 시대 차를 비교해보자면, 노르테 치코 문명은 메소포타미아의 수메르 문명보다 천 년 후에 발생했으며, 이집트 피라미드가 건설된 때와 같은 시기이며, 메소아메리카의 올멕 문명보다 2,000여년 가까이 앞선다.
노르테 치코 문명은 고고학 분류에 따르자면 콜롬부스 이전 고졸기 말기의 도기 사용 이전 문화로서, 도기를 아예 쓰지 않았고 예술이랄 것도 없었던 것 같다. 이 문명의 가장 인상적인 성취는 토루 단이나 땅 속에 가라앉은 둥근 광장(플라사)등 장대한 건축을 들 수 있다. 고고학 연구에 따르면 이들은 방직 기술을 썼으며, 일반 신 상징의 숭배(이 두 가지는 콜롬부스 이전 안데스 문화에서도 다시 나타나게 된다)가 이루어졌음을 시사한다.
고대 노르테 치코 문명을 다스리기 위해서는 복잡한 정부가 있었을 것으로 추정된다. 그러나 정부 조직 특히 식량 자원이 정치에 끼친 영향에 대해서는 아직도 의문이다. 고고학자들은 1940년대에 이미 이 지역의 고대 유적에 대해 알았으며, 1950년경에 해안의 아스페로에서 초기 발굴이 이루어져 나중에는 내륙의 카랄까지 조사하게 된다. 그러나 1990년대 말에 이르러서야 카랄 지역에서 루트 샤디 솔리스가 이끄는 페루 고고학자들이 이 문명에 관한 광범위한 자료를 냈다. 카랄 지역 연구 조사 내용이 담긴 논문이 2001년 사이언스지에서 나왔으며, 2004년에는 네이처지에서 더욱 넓은 지역에 대한 방사성 탄소 연대 측정법과 현지 조사에 대한 논문이 게재되어 노르테 치코 문명의 중요성을 밝히고 폭넓은 관심을 끌어모았다.